# 우병
우병(虞昺)은 삼국 시대 오나라부터 진나라까지의 무장이다. 우번의 팔남이며 양주 회계군 여요현(지금의 닝보시 위야오시) 출신이다.

## 같이 보기
- 삼국지 인물 목록